# Clubiona wunderlichi
Clubiona wunderlichi là một loài nhện trong họ Clubionidae.
Loài này thuộc chi Clubiona. Clubiona wunderlichi được miêu tả năm 1992 bởi Mikhailov.